# 川島パーキングエリア
川島パーキングエリア（かわしまパーキングエリア）は、岐阜県各務原市川島笠田町の東海北陸自動車道上にあるパーキングエリアである。下り線側は川島ハイウェイオアシス（河川環境楽園）に隣接しており、一般道からも利用できる。

## 概要
上り線側はトイレと自動販売機のみだが、下り線のPAへは分岐している道路を利用してハイウェイオアシス側の公園駐車場から徒歩で行くことができる。また、日本国内で観覧車が設置されている4か所（2022年時点）のパーキングエリアのひとつとなっている（東海北陸自動車道沿線では唯一）。
2005年4月16日から7月10日までの土日祝、7月11日から7月18日と8月1日から8月21日の毎日について、実験的に名古屋方面の出入口と高山方面の入口のスマートIC（時間帯・車種限定）が設置されていた。
株式会社オアシスパークが管理。オアシスパークはかつてセガが中心となり、各務原市など地元自治体なども出資する「民間主導型第三セクター会社」であったが、2021年4月1日から中日本高速道路と各務原市など地元自治体などが出資する会社となった。

## 歴史
- 1997年（平成9年）3月24日 - 東海北陸自動車道の一宮木曽川IC - 岐阜各務原IC間の開通に伴い[5]、供用開始[1]。
- 1999年（平成11年）7月17日 - 川島ハイウェイオアシスが開業[6]。

## 道路
- E41 東海北陸自動車道

## 施設

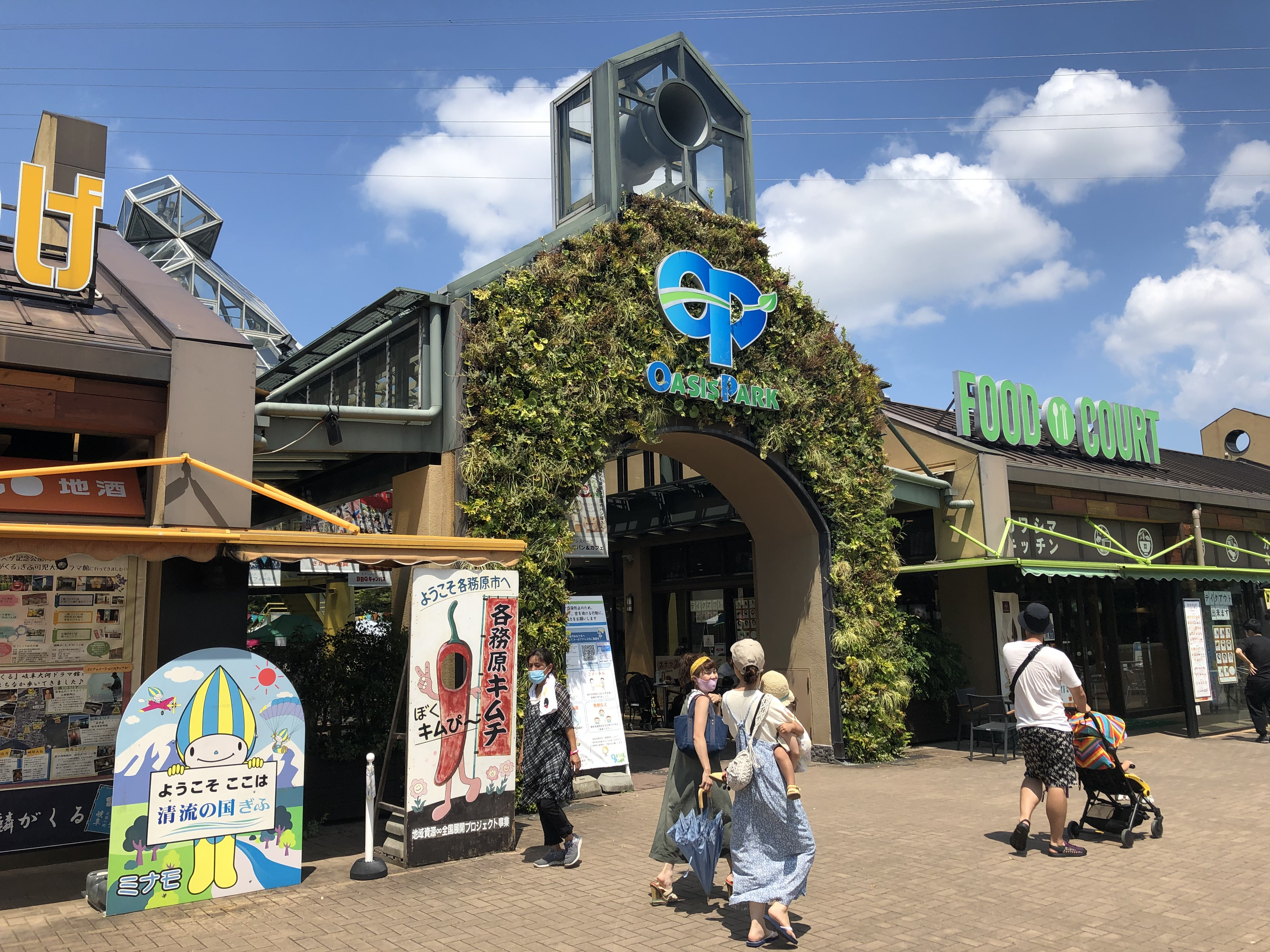
フードコート

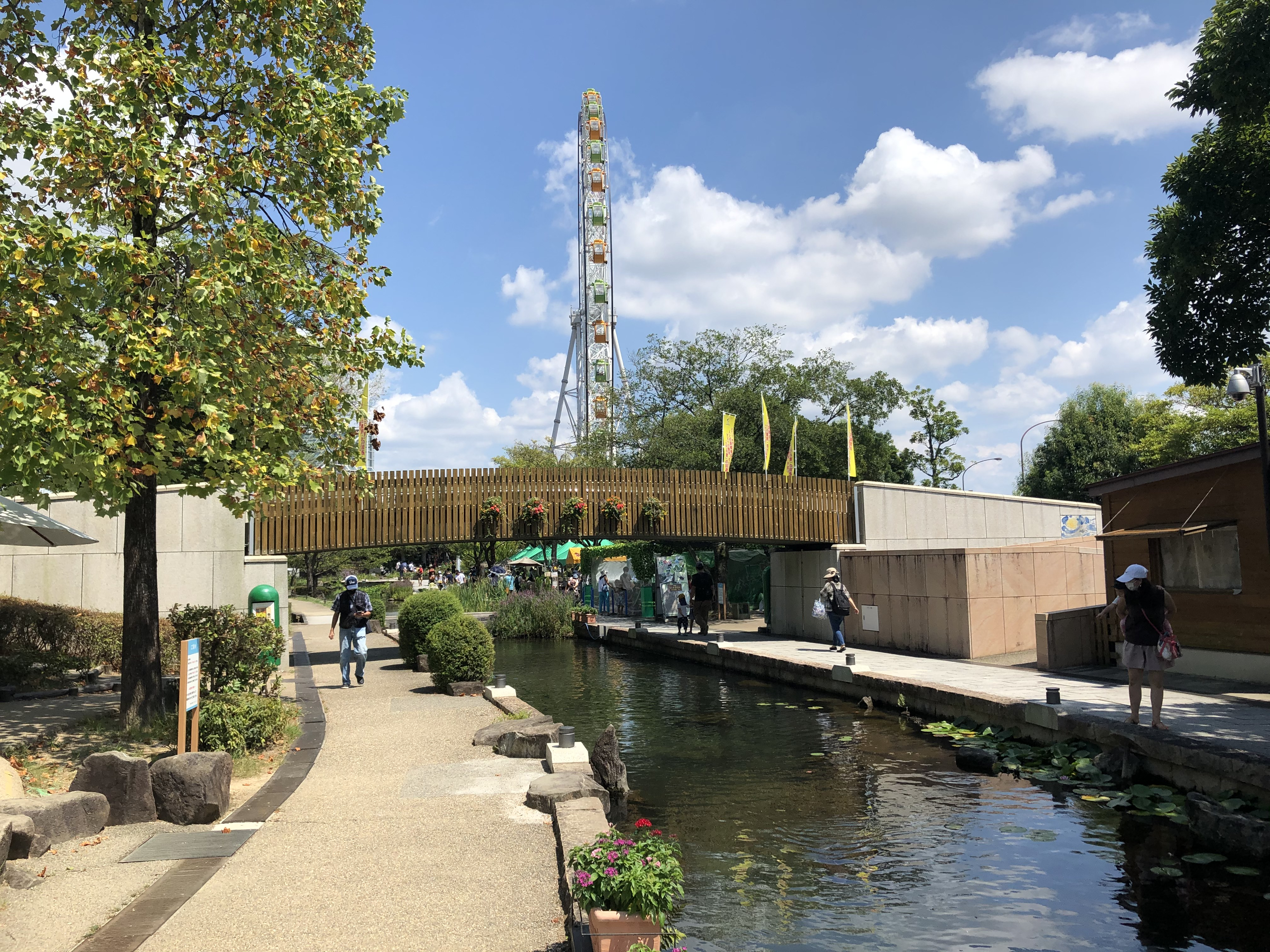
河川環境楽園

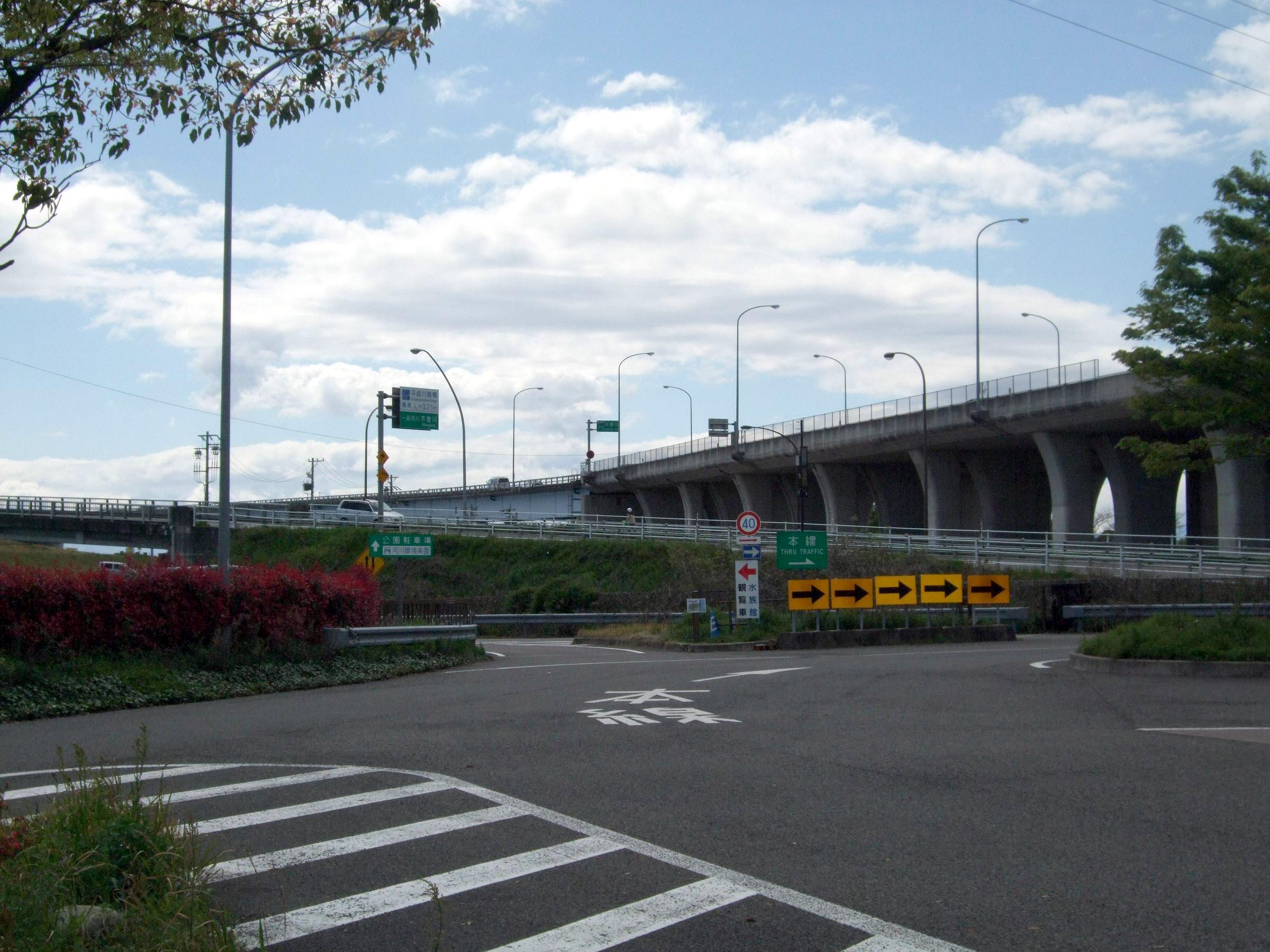
上り線にある河川環境楽園への分岐

### 上り線（名古屋・大阪方面）
- 駐車場
  - 大型 - 25台[1]
  - 小型 - 53台[1]
- トイレ
  - 男性 - 大2、小4
  - 女性 - 6
    - 同伴の男児用 - 1

  - 車椅子用 - 1
- 自動販売機

### 下り線（金沢・高山方面）
- 駐車場
  - 大型 - 29台[1]
  - 小型 - 43台[1]
- トイレ
  - 男性 - 大3、小10
  - 女性 - 13
    - 同伴の男児用 - 1

  - 車椅子用 - 1

川島ハイウェイオアシス
- フードコート
  - かわしま ファーマーズテーブル（7:00 - 22:30）[7]
- ショッピング
  - ファミリーマート川島PA店（年中無休、24時間営業） - 2014年3月1日開店、2025年1月20日閉店。
  - セブンイレブン川島ハイウェイオアシス下り店（年中無休、24時間営業） - 2025年3月29日開店（予定）。
  - 飛騨牛一頭家　馬喰一代（牛串、コロッケなどの販売ブース。8:00 - 18:00だが、売り切れにて閉店）
  - 岐阜おみやげ（平日10:00 - 21:00（1月 - 2月は18:00まで） / 土日祝9:30 - 21:00）
- 自動販売機

## 隣接する施設
E41 東海北陸自動車道
(3) 一宮木曽川IC - (PA) 川島PA - (4) 岐阜各務原IC